# Hipólito Lázaro

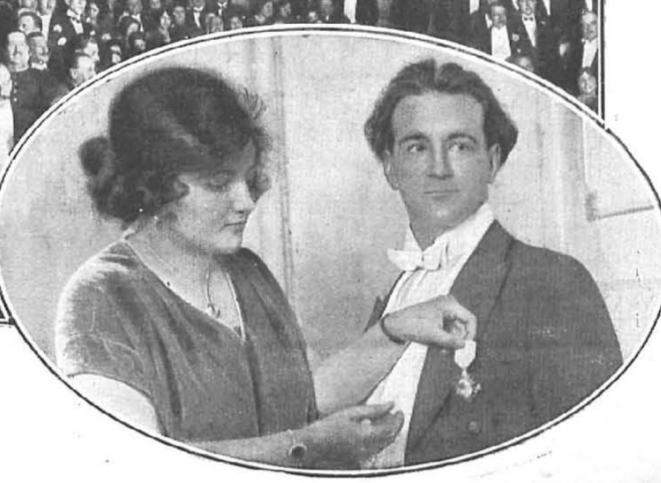
La esposa de Hipólito Lázaro le coloca la Gran Cruz de Alfonso XII en el Teatro Real de Madrid. 1922.

Hipólito Lázaro Higueras (Barcelona, 13 de septiembre de 1887 - ibídem, 15 de mayo de 1974) fue un famoso tenor lírico español considerado en principio el sucesor de Enrico Caruso. Fue comparado con el legendario Giovanni Battista Rubini (1794-1854).

## Biografía
Tras iniciarse como tiple en el Convento del Sagrado Corazón de Jesús de su ciudad, donde recibió clases del misionero Hipólito Escorihuela, debutó a los dieciocho años en Olot con la Marina de Arrieta y a partir de allí tomó lecciones con el maestro Blanch. Fue enviado a luchar en la guerra de Marruecos entre 1909 y 1911, al regresar debutó profesionalmente en Teatro de Novedades de Barcelona en La favorita, de Donizetti. Luego cantó Rigoletto, L'Africaine, Il trovatore, Carmen, Aida y Tosca. Su técnica vocal deficiente lo llevó a Milán a estudiar con Enrico Cotti.
Después de cantar en Londres, El Cairo, Alejandría, Port Said y Brumate, lo hizo con La boheme en el Teatro dal Verme de Milán en 1911, Rigoletto en el Teatro Costanzi romano y con Isabeau, de Mascagni, en el Teatro Carlo Felice de Génova. Mascagni le hizo su tenor favorito, componiéndole el papel de Ugo en Parisina en 1913 en La Scala.
Como protegido de Mascagni fue el tenor del verismo por excelencia, viajando a cantar al Teatro Colón de Buenos Aires entre 1915 y 1922, donde protagonizó La fanciulla del West, Manon Lescaut, Tosca, Il piccolo Marat, La Gioconda, Cavalleria rusticana, Isabeau, Manon, La bohème, Francesca da Rimini, Iris, Aida y La Dolores, y en Nueva York (Madama Butterfly, 1920), La Habana, Porto Alegre (I puritani) y Río de Janeiro, donde cantó Tannhäuser en 1914. Se presentó en la Ciudad de México en 1917, en el Toreo de la Condesa con Rigoletto y alternando con otros tenores. Anunciado en el Universal Ilustrado de ese año.
En 1918 debutó en la Metropolitan Opera House como el Duque de Rigoletto con un éxito formidable, como destacó la portada del periódico New York Herald: «Spanish tenor makes a hit in Rigoletto». Desde 1921 fue un importante Radamés en Aida, en Los hugonotes y en zarzuela. El rey Alfonso XIII, en 1922, le honró con la Gran Cruz de Alfonso XII. En 1924 estrenó en la Scala, La cena delle beffe, de Giordano, dirigido por Arturo Toscanini. Sus últimas actuaciones fueron en La Habana en 1950, en Marina, Aida y Rigoletto.